# Miracle (canção de Samra Rahimli)
"Miracle" é uma canção da cantora azeri Samra Rahimli, que representou a Azerbaijão em Estocolmo, Suécia no Festival Eurovisão da Canção 2016.
Foi a décima-quarta canção a ser interpretada, na 1ª semi-final a seguir a canção da Estónia "Play" e antes da canção da Montenegro "The Real Thing". Terminou a competição em 6.º lugar com 185 pontos, conseguindo passar à final.
Na final foi a quarta canção a ser interpretada na noite do festival, a seguir à canção da Holanda "Slow Down" e antes da canção do Hungria "Pioneer". Terminou a competição em 17.º lugar (entre 26 participantes), tendo recebido um total de 117 pontos.